# إلخان (لقب)
الإلخان في اللغات التركية والمغولية، هو لقب للقيادة. فهو يجمع بين لقب خان (يعني "ملك") والبادئة إل من كلمة إلوس (تعني "قبيلة، عشيرة"، "الشعب"، "أمة"، "الوطن"، "الدولة"، "الاتحاد القبلي"، إلخ).

## المعنى
المعنى الدقيق لإلخان يعتمد على السياق:
- خان الأمة. كما جاء أقدم ذكر للقب مماثل بهذا المعنى، وهو "إيليغ خاقان"، يشير إلى الخاقان بومين ويرجع تاريخه إلى عام 552 ميلادية. (في الواقع، قام نيكولاي جوميليوف بنسخ لقب بومين إلى "إلخان").[3]
- الزعيم القبلي. وهذا في الآونة الأخيرة، حيث يُسمى الزعيم القبلي الذي يرأس كلا الفرعين من شعب البختياري بهذا اللقب، والذي يعمل تحت إمرته العديد من الخانات (القرن العشرين الميلادي)؛ يُعتقد أن لقب إلخان جاء للغات الإيرانية مع احتلال المغول لإيران والعالم الإسلامي.[4]

في سياق سلالة هولاكو، المعروفة عمومًا باسم الإلخانات (الدولة الإلخانية)، حمل أحفاد هولاكو وأمراء بورجيجين آخرون في بلاد فارس لقب إلخان، بدءًا من حوالي عام 1259-1265 م. وقد تم اقتراح تفسيرين:
- إلخان بمعنى "خاضع"، "مسالم"، "مطيع"، "أمير سياسي". وربما يعادل لقب كو-وانغ الصيني، ويعادل لقب السلطان في العالم الإسلامي.[6] هنا كان المقصود من كلمة "خانية" الأصغر أن تشير إلى الاحترام الأولي الذي يكنه هولاكو لمونكو خان وخلفائه الخانات العظماء في الإمبراطورية المغولية.
- إلخان بمعنى الخان السائد. ربما أصلها من إيليج خان. التي تُعادل لقب زنمغ هواندغي الصيني (إمبراطور بتفويض حقيقي) كان من المفترض أن يتم تفسيرها على أنها سلطة على الشؤون الإقليمية، وليس معارضة للخان الأعظم، ولكن لم يتم منحها من قبله.[7]

## في الخيال
- في باتلتك [الإنجليزية]، إلخان تعني الزعيم الأعلى للعشائر.

## طالع أيضًا
- إلباسي (رئيس الأمة)

## قراءة إضافية
- Doerfer, Gerhard (1965). Türkische und mongolische Elemente im Neupersischen (بالألمانية). Steiner. Vol. Bd 2. Türkische Elemente im Neupersischen : alif bis tā. pp. 207-209. DOI:10.25673/38110. Archived from the original on 2025-06-11.